# جسر السنك
جسر السنك ويسمى أيضاً جسر الرشيد، هو أحد الجسور الثلاثة عشر الواقعة على نهر دجلة في مدينة بغداد، العراق ويربط الجسر بين منطقة الصالحية في الكرخ ومنطقة السنك في الرصافة، وشيد الجسر في عام 1984. ويبلغ طوله الكلي حوالي 680 متر، وعرضه 20 متر.

## معرض الصور

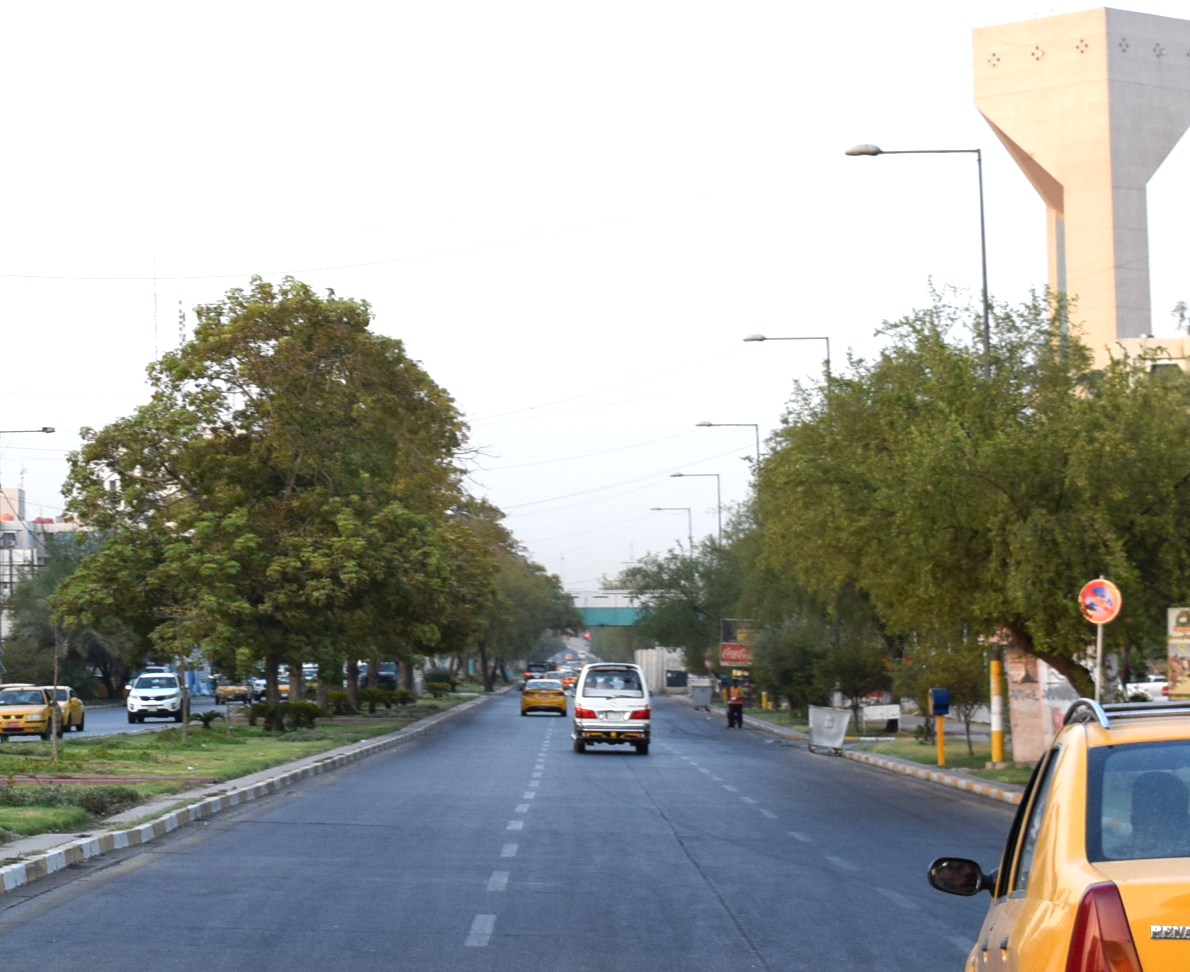
شارع الصالحية وهو بداية جسر السنك من جانب الكرخ.
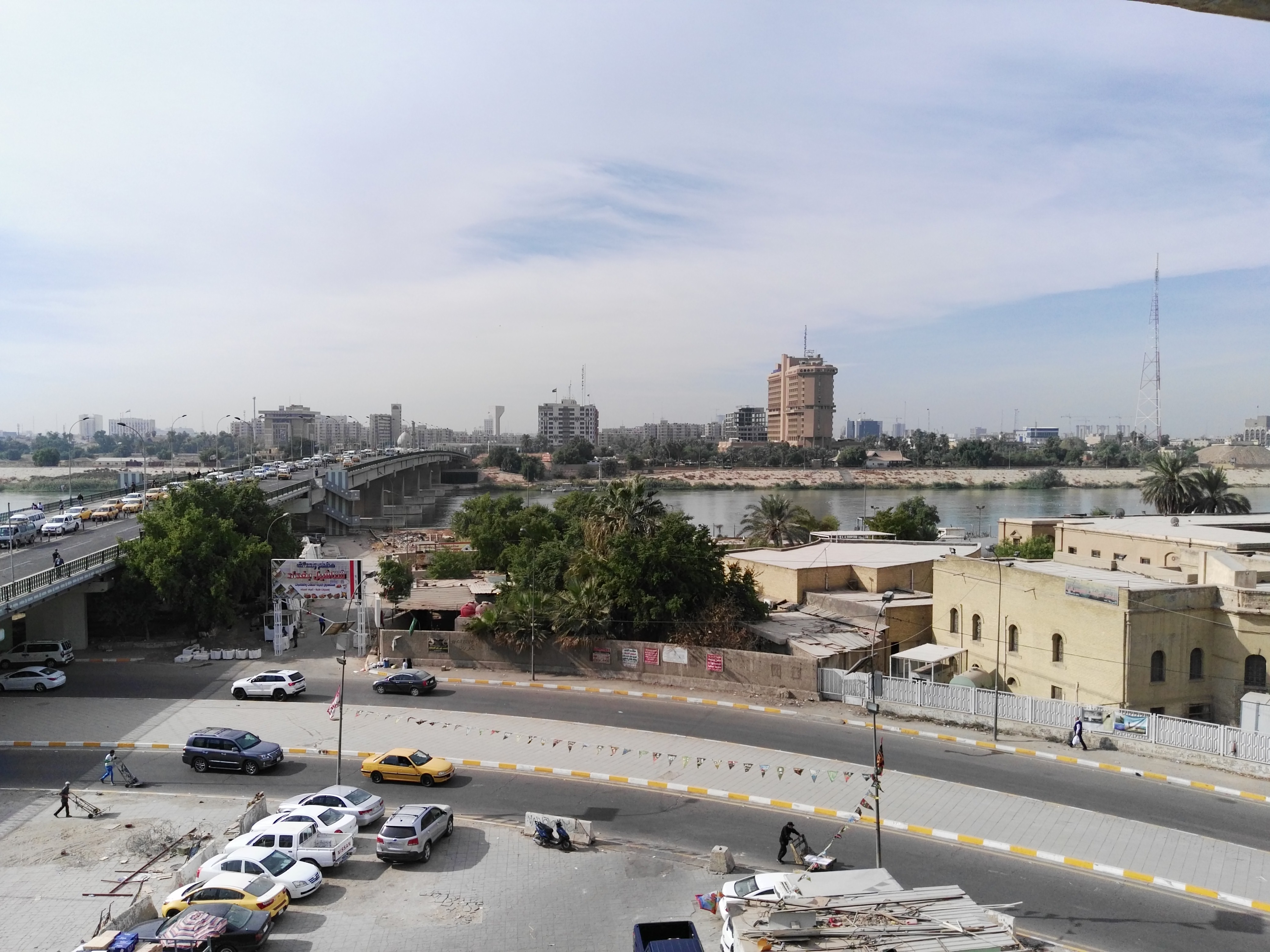
نهر دجلة وجسر السنك
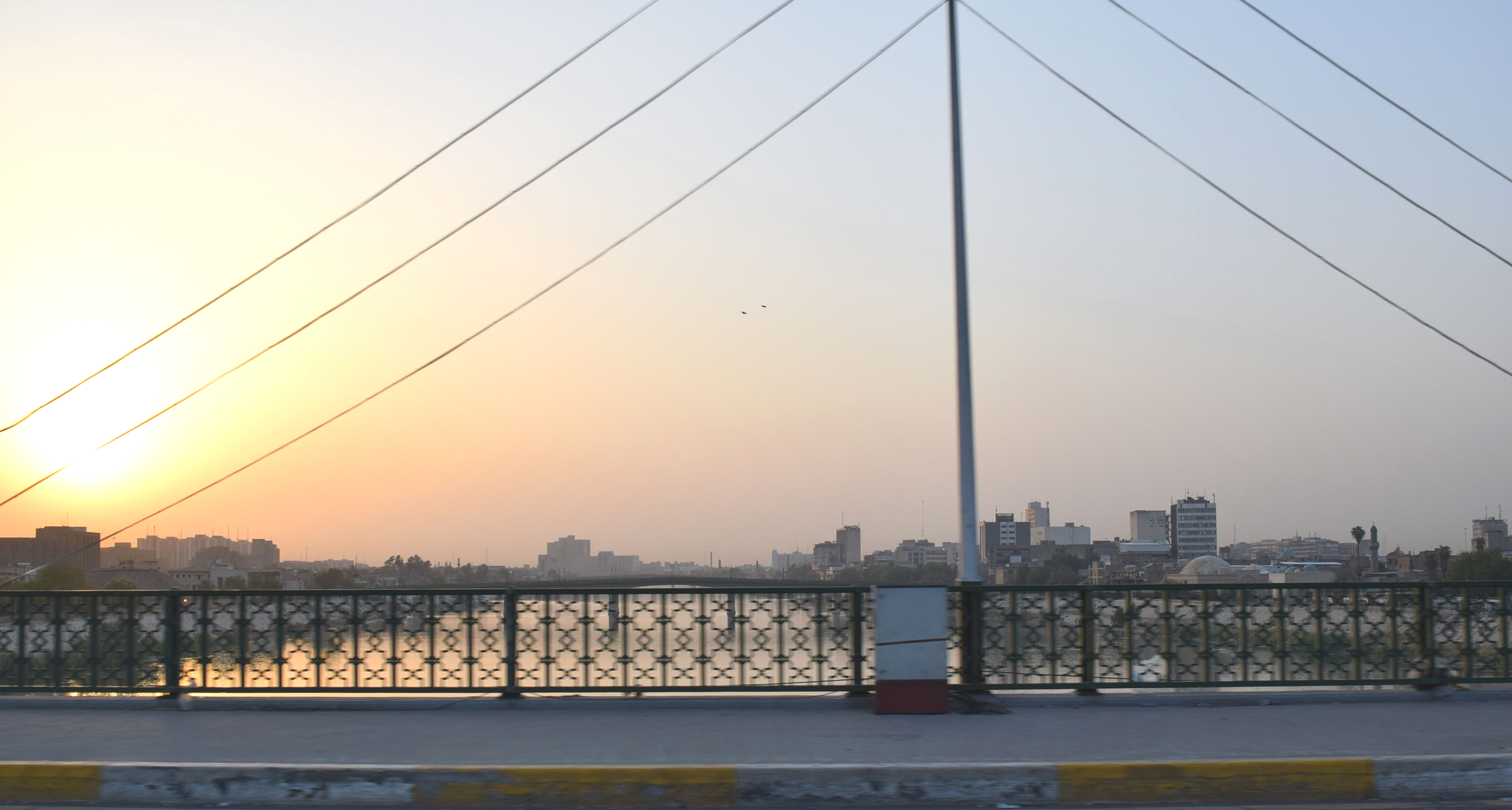
جسر السنك وقت الغروب
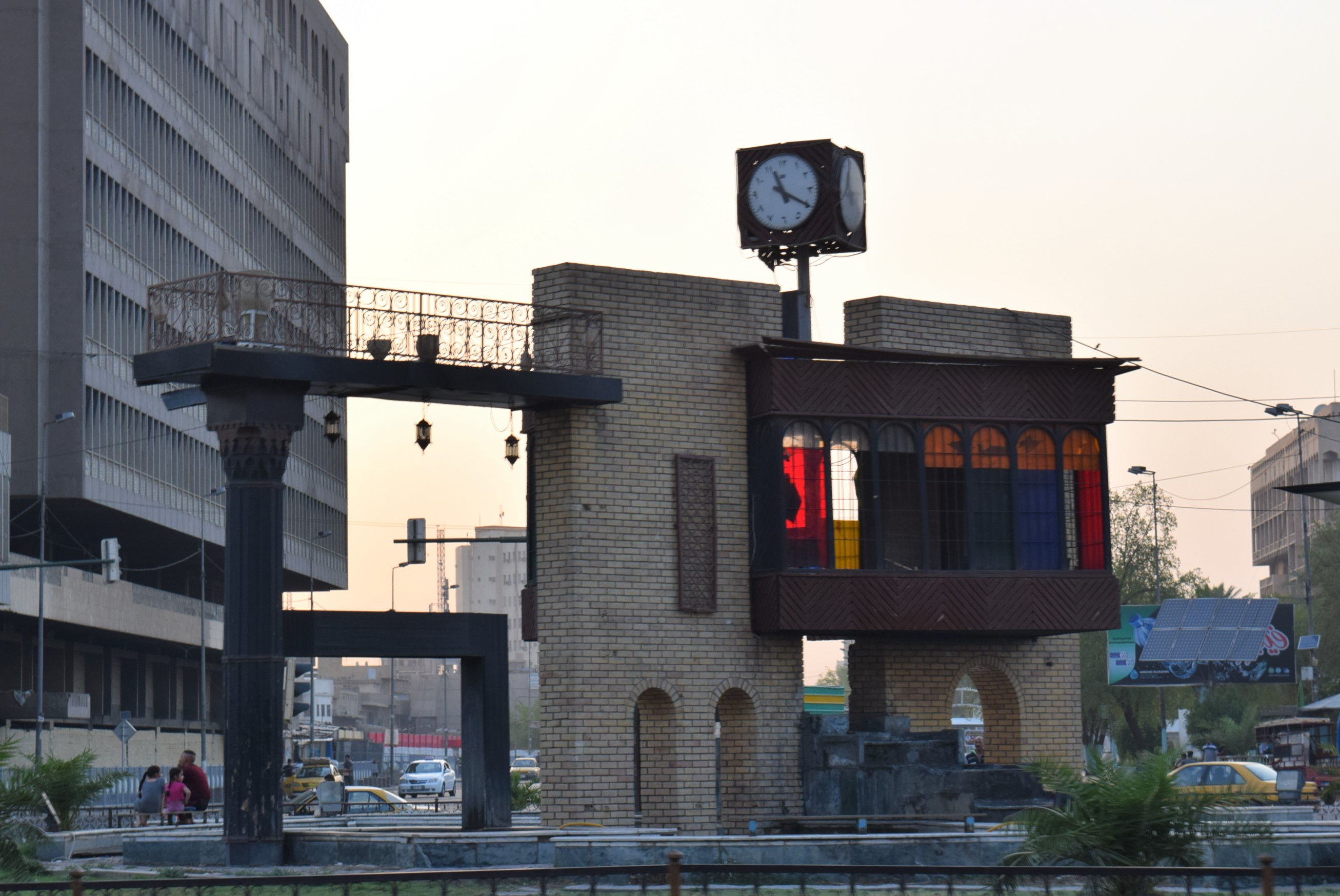
ساحة الخلاني وهي بداية جسر السنك من جانب الرصافة.